# Ophelia Dahl
Ophelia Magdalena Dahl (Oxford, 12 de mayo de 1964) es una defensora de la justicia social y una defensora del derecho a recibir asistencia sanitaria, poseedora de nacionalidad estadounidense, aunque nació en el Reino Unido.
A partir de enero de 2008, Dahl fue la presidenta y directora ejecutiva de Partners in Health (PIH), una organización de atención médica, sin fines de lucro, con sede en Boston, Massachusetts, dedicándose a brindar una “opción preferencial” para los pobres. Primero se encontró con Paul Farmer el futuro cofundador de PIH, que era voluntario de 18 años en Haití; y, desde entonces dedicó su vida a abogar por la justicia social y la equidad en el cuidado de la salud.
Dahl es hija de la actriz Patricia Neal y del autor Roald Dahl.

## Honores
Como fundadora y miembro clave del equipo de PIH, Dalh apareció en un lugar destacado en Mountains Beyond Mountanis “La Búsqueda Del Dr. Paul Famer, un hombre que curaría el mundo.

### Galardones
En diciembre de 2006, Dalh y Paulo Famer recibieron la medalla de la Unión, por parte del Seminario de la Unión Teológica de Nueva York.
En 2007, Dahl y el equipo de Partners In Health aparecieron en el filme documental Doblando el arco.
En 2011, fue nombrada por el Boston Globe como uno de los tres bostonianos del año, junto con su cofundador de Partners in Health, Paul Farmer y una miembro senior Louise Ivers. Esto se debió principalmente a la respuesta excepcional de la organización, en el terremoto de Haití de 2010. También fue seleccionada por Social Capital Inc. (SCI) como una Ganadora del Premio Idealista SCI 2011, recibido el 30 de marzo de 2011.